# Пироцкий, Иван Васильевич
Иван Васильевич Пироцкий - военный казацкий деятель Гетманщины, сын шляхтича Василия Пироцкого, пра(3)дед изобретателя Фёдора Аполлоновича Пироцкого.

## Биография
Родился в семье природного шляхтича Василия Пироцкого герба Остоя и его супруги, возможно по имени Мария. Имел старшего брата Осипа Пироцкого.
Присутствовал на комиссии, назначеной Иваном Мазепой по вопросу разграничения земель города Киева с Киевским Кирилловским монастырём (1701). В 1694 г. получил универсал Нежинского полковника Степана Забелы:
Доносилъ намъ п. Иванъ Пироцкій, писаръ полку нашего Нѣжинского, же зоставши онъ на кгрунтѣ купленномъ отъ небожчика славной памяти его мил. п. Василія Забѣли, хоружого енералн., милого брата нашего, а тестя своего, в с. Красиловцѣ, при хуторѣ небожчиковскомъ, сусѣдовъ чотирохъ и самъ за своего удержаня того хутора на томѣ же кгрунтѣ небожчиковскомѣ купленомъ, зкилка человѣка за позволенемъ нашимъ осадивши, просилъ насъ, абы безъ жадной нѣ отъ кого трудности и перешкоди, моглъ ними владѣти и жебы до тяглости войта тамошнего не належачи, ему, п. Ивану Пироцкому, были послушними. Въ чомъ мы самую слушность уваживши... приказуемъ, абы нѣхто зъ тихъ его, п. Пироцкого, сусѣдовъ помененнихъ жадной не мѣлъ належности, але якъ передъ тимъ ему самому п. Ивану Пироцкому были послушни, такъ и теперъ отъ того жъ абы не были отмовними и опрочъ его нѣхто инший, а нѣ тежъ войтъ мѣскій Борзенскій, а не Красиловскій, жебы не мѣлъ до нихъ жадной справи, мѣти хочемъ и пилно приказуемъ.
В этом же 1694 году Иван Пироцкий получил ещё один универсал Степана Забелы на село Вересочь в 3-й Нежинской полковой сотне:
Маючи мы взгляд и респект на услуги и працу писарскую п. Ивана Пироцкого, писара нашего полкового Нежинского, любо не тое селце, которое з давних часов паном писаром полковим Нежинским належало, леч якое на двор наш полковничий голдовало, то есть Вересоч, уезду городового Нежинского, з греблею и млинами вешняками, на той же гребле будучими, п. Ивану Пироцкому в моц и зуполное владение конферуем, хотячи мети и пилно приказуючи, абы все обще в том селе тяглие люде вшелякое послушенство и звичайную повинность по давнему своему обыкновению ему ж, п. писареви нашему, отдавали, т. е. дров на его потребу привезли, сена на сеножатех, до того села належных, що-року укосили, роковой осип отдавали и во всем, ведлуг давного звичаю, по своей должности (поступали).

Затем, 15 апр. 1695 г. Пироцкий получил универсал гетмана Мазепы на село Вересоч с мельницами и хутор в селе Красиловка с "подсоседками". 14 апреля 1696 г. получил на эти имения грамоту Петра I (что не давало возможности гетману забрать село в случае необходимости). 7 февраля 1700 г. купил у Мартына Даниленка, мельника и жителя Степановского, "местце млиновое и греблю давнюю на речце Березе", 13 мая 1700 г. получил гетманский универсал на это имение с правом построить на гребле млин. В 1718 году Стефан Яворский назначил Ивана Пироцкого одним из трёх ктиторов Нежинского Блоговещенского монастыря. В 1724-1725 гг. находился "под арестом" по делу Павла Полуботка; в числе других "арестантов" Глуховских, получил освобождение 1 марта 1725 г. с отпуском на поруки. Под конец жизни принял имя Илларион и ушёл в монахи. Поселился Пироцкий в Моровском скиту, принадлежавшем Киево-Печерской лавре. Там же заболел и умер в 1732 году. Монахи знали о том, что он был богатым человеком и хотели после его смерти присвоить имущество монастырю. Но Пироцкий завещал всё имущество своему сыну. Монахи не остановились. Иван Иванович Пироцкий же (его сын), услышав о том, что отец болен, поскорее поехал к нему. Прибыв в скит, он обнаружил, что отец умер. Далее монахи за деньги пытались сначала просто убить на месте Пироцкого-младшего, потом утопить, затем же увезти с собой и посадить под стражу, пока тот не отдаст имущество. Об этом сам Иван Пироцкий-младший в жалобе гетману Даниилу Апостолу пишет так: 
Отдавши отцу послѣднее цѣлованіе я обратился къ намѣстнику о. Мартиніану, спрашивая гдѣ духовная и вещи умершаго?-Деньги, сребро, заложенныя вещи и крѣпости на угодья вмѣстѣ съ духовною, сложены въ ризницѣ, отвѣчал намѣстник, а одежды съ разною рухлядью, въ общіи келіи взяты.-На просьбу мою отдать имущество отца, намѣстникстникъ отдалъ мнѣ духовною съ частью денегъ и сребра и я все то тогда же отослалъ съ служителями, домой.-А на другой день намѣстник с братіею, прийдя ко мнѣ въ келію, насилно хотѣлъ тѣ вещи назадъ отобрать. Видя завзятость монаховъ, долженъ былъ я уходить изъ монастыря и еле живъ добѣжалъ до сосѣдняго села Максима; а тамъ-обратился къ атаману съ просьбою не выдавать меня монахамъ, ручачи ему на его мил. п. полковника Чернѣговского тисячу рублей, а на п. сотника половину таковой суммы. И только что собралъ атаманъ человѣкъ тридцать народу, какъ набѣжал туда о. Іосифъ, бывший катедры Святософійской эклезіархъ, съ единомислиники своими зъ двадцать человѣкъ, убійствомъ дышущими, съ друччимъ и палѣччимъ, хотѣли мене въ монастырь узяти и до турми всадити, пока не возвращу всѣхъ вещей родительскихъ, да требовали еще за погребеніе отца 200 рублей, млинокъ на греблѣ въ Вересочѣ и сто штукъ скота. Только Максимовскій атаман помня заруку отъ мене положонную, монахамъ меня не выдалъ. Однакожъ въ притомности его, атамана, священника и усѣхъ селянъ тамошнихъ, отбилъ помянутый о. Іосифъ съ товарищи своими, денегъ рублей 60, а у монастыри онъ же зъ другими чернцами, собственнихъ коней моихъ двое, съ кулбакою гафтованную... и самого мене съ служителемъ моимъ, замалимъ въ воду не утопилъ онъ же, о. Іосифъ съ чолна выворочаючи... А тѣло отца моего и до сихъ за упрямствомъ и лакомствомъ монаховъ, стоитъ не погребенное...

## Семья и дети
Жена - дочь Василия Забелы, возможно по имени Агния; от неё дети:
1) Иван Иванович Пироцкий (1700-ок. 1765), бунчуковый товарищ (1736-1757); 12 дек. 1757 г. уволен от всех служб; абшитованный бунчуковый товарищ (1763).
2) Прасковья Ивановна Галенковская (урожд. Пироцкая), жена Фёдора Ивановича Галенковского.